# Copa Rio de 2023
A Copa Rio de 2023 foi a 27ª edição da Copa Rio, torneio de futebol organizado pela Federação de Futebol do Estado do Rio de Janeiro (FERJ). O torneio foi disputado entre os dias 16 de agosto e 14 de outubro de 2023. Vencedora do torneio, a Portuguesa-RJ teve direito à escolha de uma vaga na Copa do Brasil ou na Série D de 2024, optando pela segunda competição; o Olaria, vice-campeão, ficou com a vaga restante.

## Sistema de disputa
A competição foi dividida em cinco fases, todas disputadas em caráter eliminatório e com partidas de ida e volta. A primeira fase será disputada por oito equipes da Série A2, quatro equipes da Série B1 e quatro equipes da Série B2. Na segunda fase, entram as equipes da Série A, as quais serão sorteadas em oito confrontos contra os vencedores da primeira fase. A partir das oitavas, não há mais sorteio de confrontos e o chaveamento destes já está definido até a final.
Da primeira fase até as quartas de final, o mando de campo da primeira partida foi da equipe de categoria inferior a do adversário, sendo que nas quartas é possível ser feito um sorteio do mando caso o confronto seja entre equipes da mesma divisão. Já na semifinal e na final, a ordem dos mandos de campo foi definidas por sorteio. Em todas as fases, caso haja empate na soma dos resultados das duas partidas, o confronto é decidido nos pênaltis.
O campeão do torneio pode escolher uma vaga na Copa do Brasil ou na Série D de 2024. O vice-campeão fica com a vaga rejeitada pelo campeão.

## Participantes
| Equipe                | Cidade                | Divisão em 2022 |
| --------------------- | --------------------- | --------------- |
| America               | Rio de Janeiro        | Série A2        |
| Americano             | Campos dos Goytacazes | Série A2        |
| Araruama              | Araruama              | Série B2        |
| Artsul                | Nova Iguaçu           | Série A2        |
| Audax Rio             | Angra dos Reis        | Série A         |
| Bangu                 | Rio de Janeiro        | Série A         |
| Barra da Tijuca       | Rio de Janeiro        | Série B2        |
| Belford Roxo          | Belford Roxo          | Série B2        |
| Boavista-RJ           | Saquarema             | Série A         |
| Duque de Caxias       | Duque de Caxias       | Série B1        |
| Friburguense          | Nova Friburgo         | Série A2        |
| Gonçalense/Petrópolis | Petrópolis            | Série A2        |
| Goytacaz              | Campos dos Goytacazes | Série B2        |
| Macaé                 | Macaé                 | Série A2        |
| Madureira             | Rio de Janeiro        | Série A         |
| Nova Iguaçu           | Nova Iguaçu           | Série A         |
| Olaria                | Rio de Janeiro        | Série A2        |
| Pérolas Negras        | Resende               | Série B1        |
| Portuguesa-RJ         | Rio de Janeiro        | Série A         |
| Resende               | Resende               | Série A         |
| Rio de Janeiro        | Rio de Janeiro        | Série B2        |
| Sampaio Corrêa-RJ     | Saquarema             | Série A2        |
| Serrano               | Petrópolis            | Série B1        |
| Volta Redonda         | Volta Redonda         | Série A         |

## Primeira fase
Em itálico, os times que possuem o mando de campo no primeiro jogo do confronto e em negrito os times classificados.
| Equipe 1        | Total       | Equipe 2              | 1.º jogo | 2.º jogo |
| --------------- | ----------- | --------------------- | -------- | -------- |
| Duque de Caxias | 2–2 (4–2 p) | Macaé                 | 2–0      | 0–2      |
| Araruama        | 0–4         | Sampaio Corrêa-RJ     | 0–1      | 0–3      |
| Serrano         | 2–0         | Artsul                | 1–0      | 1–0      |
| Pérolas Negras  | 1–2         | Gonçalense/Petrópolis | 0–1      | 1–1      |
| Belford Roxo    | 0–4         | America               | 0–0      | 0–4      |
| Rio de Janeiro  | 1–15        | Friburguense          | 0–6      | 1–9      |
| Goytacaz        | 1–3         | Olaria                | 0–1      | 1–2      |
| Barra da Tijuca | 1–1 (3–4 p) | Americano             | 0–1      | 1–0      |

## Fase final
Em itálico, as equipes que possuem o mando de campo no primeiro jogo do confronto e em negrito as equipes classificadas.
|  | Oitavas de final              | Oitavas de final              | Oitavas de final              | Oitavas de final              |       |                 | Quartas de final    | Quartas de final    | Quartas de final    | Quartas de final    |  |               | Semifinais                    | Semifinais                    | Semifinais                    | Semifinais                    |        |   | Final              | Final              | Final              | Final              |
|  | 30 de agosto a 11 de setembro | 30 de agosto a 11 de setembro | 30 de agosto a 11 de setembro | 30 de agosto a 11 de setembro |       |                 | 13 a 21 de setembro | 13 a 21 de setembro | 13 a 21 de setembro | 13 a 21 de setembro |  |               | 27 de setembro a 5 de outubro | 27 de setembro a 5 de outubro | 27 de setembro a 5 de outubro | 27 de setembro a 5 de outubro |        |   | 11 e 14 de outubro | 11 e 14 de outubro | 11 e 14 de outubro | 11 e 14 de outubro |
|  |                               |                               |                               |                               |       |                 |                     |                     |                     |                     |  |               |                               |                               |                               |                               |        |   |                    |                    |                    |                    |
|  | America                       | 1                             | 1                             | 2                             |       |                 |                     |                     |                     |                     |  |               |                               |                               |                               |                               |        |   |                    |                    |                    |                    |
|  | Resende                       | 0                             | 0                             | 0                             |       |                 |                     |                     |                     |                     |  |               |                               |                               |                               |                               |        |   |                    |                    |                    |                    |
|  | Resende                       | 0                             | 0                             | 0                             |       | America         | 2                   | 0                   | 2                   |                     |  |               |                               |                               |                               |                               |        |   |                    |                    |                    |                    |
|  |                               |                               |                               |                               |       | America         | 2                   | 0                   | 2                   |                     |  |               |                               |                               |                               |                               |        |   |                    |                    |                    |                    |
|  |                               | Friburguense                  | 0                             | 0                             | 0     |                 |                     |                     |                     |                     |  |               |                               |                               |                               |                               |        |   |                    |                    |                    |                    |
|  | Friburguense                  | Friburguense                  | 0                             | 0                             | 0     | 3               | 1                   | 4                   |                     |                     |  |               |                               |                               |                               |                               |        |   |                    |                    |                    |                    |
|  | Friburguense                  |                               |                               |                               |       | 3               | 1                   | 4                   |                     |                     |  |               |                               |                               |                               |                               |        |   |                    |                    |                    |                    |
|  | Madureira                     | 0                             | 1                             | 1                             |       |                 |                     |                     |                     |                     |  |               |                               |                               |                               |                               |        |   |                    |                    |                    |                    |
|  | Madureira                     | 0                             | 1                             | 1                             |       |                 |                     |                     |                     |                     |  | America       | 1                             | 1                             | 2                             |                               |        |   |                    |                    |                    |                    |
|  |                               |                               |                               |                               |       |                 |                     |                     |                     |                     |  | America       | 1                             | 1                             | 2                             |                               |        |   |                    |                    |                    |                    |
|  |                               | Olaria                        | 2                             | 1                             | 3     |                 |                     |                     |                     |                     |  |               |                               |                               |                               |                               |        |   |                    |                    |                    |                    |
|  | Olaria                        | Olaria                        | 2                             | 1                             | 3     | 2               | 1                   | 3                   |                     |                     |  |               |                               |                               |                               |                               |        |   |                    |                    |                    |                    |
|  | Olaria                        |                               |                               |                               |       | 2               | 1                   | 3                   |                     |                     |  |               |                               |                               |                               |                               |        |   |                    |                    |                    |                    |
|  | Audax Rio                     | 1                             | 0                             | 1                             |       |                 |                     |                     |                     |                     |  |               |                               |                               |                               |                               |        |   |                    |                    |                    |                    |
|  | Audax Rio                     | 1                             | 0                             | 1                             |       | Olaria          | 6                   | 2                   | 8                   |                     |  |               |                               |                               |                               |                               |        |   |                    |                    |                    |                    |
|  |                               |                               |                               |                               |       | Olaria          | 6                   | 2                   | 8                   |                     |  |               |                               |                               |                               |                               |        |   |                    |                    |                    |                    |
|  |                               | Nova Iguaçu                   | 0                             | 2                             | 2     |                 |                     |                     |                     |                     |  |               |                               |                               |                               |                               |        |   |                    |                    |                    |                    |
|  | Americano                     | Nova Iguaçu                   | 0                             | 2                             | 2     | 1               | 1                   | 2                   |                     |                     |  |               |                               |                               |                               |                               |        |   |                    |                    |                    |                    |
|  | Americano                     |                               |                               |                               |       | 1               | 1                   | 2                   |                     |                     |  |               |                               |                               |                               |                               |        |   |                    |                    |                    |                    |
|  | Nova Iguaçu                   | 1                             | 2                             | 3                             |       |                 |                     |                     |                     |                     |  |               |                               |                               |                               |                               |        |   |                    |                    |                    |                    |
|  | Nova Iguaçu                   | 1                             | 2                             | 3                             |       |                 |                     |                     |                     |                     |  |               |                               |                               |                               |                               | Olaria | 2 | 0                  | 2                  |                    |                    |
|  |                               |                               |                               |                               |       |                 |                     |                     |                     |                     |  |               |                               |                               |                               |                               |        | 2 | 0                  | 2                  |                    |                    |
|  |                               | Portuguesa-RJ                 | 2                             | 3                             | 5     |                 |                     |                     |                     |                     |  |               |                               |                               |                               |                               |        |   |                    |                    |                    |                    |
|  | Duque de Caxias               | Portuguesa-RJ                 | 2                             | 3                             | 5     | 0               | 2                   | 2                   |                     |                     |  |               |                               |                               |                               |                               |        |   |                    |                    |                    |                    |
|  | Duque de Caxias               |                               |                               |                               |       | 0               | 2                   | 2                   |                     |                     |  |               |                               |                               |                               |                               |        |   |                    |                    |                    |                    |
|  | Bangu                         | 1                             | 0                             | 1                             |       |                 |                     |                     |                     |                     |  |               |                               |                               |                               |                               |        |   |                    |                    |                    |                    |
|  | Bangu                         | 1                             | 0                             | 1                             |       | Duque de Caxias | 1                   | 1                   | 2                   |                     |  |               |                               |                               |                               |                               |        |   |                    |                    |                    |                    |
|  |                               |                               |                               |                               |       | Duque de Caxias | 1                   | 1                   | 2                   |                     |  |               |                               |                               |                               |                               |        |   |                    |                    |                    |                    |
|  |                               | Portuguesa-RJ                 | 2                             | 3                             | 5     |                 |                     |                     |                     |                     |  |               |                               |                               |                               |                               |        |   |                    |                    |                    |                    |
|  | Sampaio Corrêa-RJ             | Portuguesa-RJ                 | 2                             | 3                             | 5     | 0               | 1                   | 2                   |                     |                     |  |               |                               |                               |                               |                               |        |   |                    |                    |                    |                    |
|  | Sampaio Corrêa-RJ             |                               |                               |                               |       | 0               | 1                   | 2                   |                     |                     |  |               |                               |                               |                               |                               |        |   |                    |                    |                    |                    |
|  | Portuguesa-RJ                 | 1                             | 2                             | 3                             |       |                 |                     |                     |                     |                     |  |               |                               |                               |                               |                               |        |   |                    |                    |                    |                    |
|  | Portuguesa-RJ                 | 1                             | 2                             | 3                             |       |                 |                     |                     |                     |                     |  | Portuguesa-RJ | 3                             | 1                             | 4                             |                               |        |   |                    |                    |                    |                    |
|  |                               |                               |                               |                               |       |                 |                     |                     |                     |                     |  | Portuguesa-RJ | 3                             | 1                             | 4                             |                               |        |   |                    |                    |                    |                    |
|  |                               | Serrano                       | 2                             | 1                             | 3     |                 |                     |                     |                     |                     |  |               |                               |                               |                               |                               |        |   |                    |                    |                    |                    |
|  | Serrano                       | Serrano                       | 2                             | 1                             | 3     | 1               | 1                   | 2                   |                     |                     |  |               |                               |                               |                               |                               |        |   |                    |                    |                    |                    |
|  | Serrano                       |                               |                               |                               |       | 1               | 1                   | 2                   |                     |                     |  |               |                               |                               |                               |                               |        |   |                    |                    |                    |                    |
|  | Boavista-RJ                   | 0                             | 0                             | 0                             |       |                 |                     |                     |                     |                     |  |               |                               |                               |                               |                               |        |   |                    |                    |                    |                    |
|  | Boavista-RJ                   | 0                             | 0                             | 0                             |       | Serrano (pen)   | 1                   | 1                   | 2 (5)               |                     |  |               |                               |                               |                               |                               |        |   |                    |                    |                    |                    |
|  |                               |                               |                               |                               |       | Serrano (pen)   | 1                   | 1                   | 2 (5)               |                     |  |               |                               |                               |                               |                               |        |   |                    |                    |                    |                    |
|  |                               | Gonçalense/Petr.              | 2                             | 0                             | 2 (4) |                 |                     |                     |                     |                     |  |               |                               |                               |                               |                               |        |   |                    |                    |                    |                    |
|  | Gonçalense/Petr.              | Gonçalense/Petr.              | 2                             | 0                             | 2 (4) | 1               | 2                   | 3                   |                     |                     |  |               |                               |                               |                               |                               |        |   |                    |                    |                    |                    |
|  | Gonçalense/Petr.              |                               |                               |                               |       | 1               | 2                   | 3                   |                     |                     |  |               |                               |                               |                               |                               |        |   |                    |                    |                    |                    |
|  | Volta Redonda                 | 1                             | 0                             | 1                             |       |                 |                     |                     |                     |                     |  |               |                               |                               |                               |                               |        |   |                    |                    |                    |                    |

## Artilharia
| Gols | Jogador            | Time            |
| ---- | ------------------ | --------------- |
| 7    | Guilherme Barrozo  | Friburguense    |
| 7    | Xandinho           | Olaria          |
| 4    | Guilherme Silveira | America         |
| 4    | Jonathan Chula     | Duque de Caxias |
| 3    | Fábio Polhão       | Serrano         |
| 3    | Luã                | Friburguense    |
| 3    | Vitinho            | Olaria          |

## Premiação
| Copa Rio de 2023                  |
| Border                            |
| --------------------------------- |
| Portuguesa-RJ Campeã (3.º título) |